# Mount Csejtey
Mount Csejtey är ett berg i Antarktis. Det ligger i Östantarktis. Australien gör anspråk på området. Toppen på Mount Csejtey är 2 035 meter över havet.
Terrängen runt Mount Csejtey är kuperad åt sydost, men åt nordväst är den platt. Trakten är obefolkad. Det finns inga samhällen i närheten.